# فهرست میراث فرهنگی ناملموس در مالزی
فهرست میراث ناملموس در مالزی شامل ۷ میراث ناملموس است.
گنجاندن عناصر جدید میراث در فهرست‌های میراث فرهنگی ناملموس توسط کمیته بین‌دولتی برای حفاظت از میراث فرهنگی ناملموس تعیین می‌شود که توسط کنوانسیون تأسیس شده است. این میراث شامل دانش، مهارت‌ها، سنت‌ها، آیین‌ها، زبان‌ها، موسیقی، رقص، هنرهای نمایشی، غذاهای سنتی و دیگر جلوه‌های زنده فرهنگ است. هدف از حفاظت این میراث، حفظ تنوع فرهنگی و هویت‌های بومی در برابر تغییرات جهانی است.
مالزی این کنوانسیون را در ۲۷ ژوئیه ۲۰۱۳ تصویب کرد.

## فهرست
| نام                                                                                                  | تصویر | سال  | شماره | توضیحات |
| --- | ----- | ---- | ----- | --- |
| تئاتر مک یانگ                                                                                        |       | ۲۰۰۸ | 00167 | مک یانگ یک فرم سنتی رقص-درام از شمال مالزی، به‌ویژه ایالت کلانتان است. |
| Dondang Sayang                                                                                       |       | ۲۰۱۸ | 01410 | دوندانگ سایانگ یک فرم سنتی سرگرمی است که در آن خوانندگان اشعار مالایی را به‌طور بداهه مبادله می‌کنند، در سبکی شاد و گاهی طنزآمیز.                                               |
| سیلات                                                                                                |       | ۲۰۱۹ | 01504 | سیلات یک کلاس از هنرهای رزمی است. |
| Pantun +                                                                                             |       | ۲۰۲۰ | 01613 | پانتون یک فرم شعر شفاهی زبان‌های مالایی‌تبار است که برای بیان ایده‌ها و احساسات پیچیده استفاده می‌شود.                                                                            |
| مراسم Ong Chun/Wangchuan/Wangkang، آیین‌ها و شیوه‌های مرتبط با حفظ ارتباط پایدار بین انسان و اقیانوس + |       | ۲۰۲۰ | 01608 | |
| سونگکت                                                                                               |       | ۲۰۲۱ | 01505 | سونگکت یک پارچه از نوع تنون است که به خانواده پارچه‌های برکاد تعلق دارد. این پارچه به‌صورت دستی از ابریشم یا پنبه بافته می‌شود و با نخ‌های طلا یا نقره به‌طور پیچیده‌ای الگو می‌شود. |
| Mek Mulung                                                                                           |       | ۲۰۲۳ | 01610 | مک مولونگ یک تئاتر سنتی است که مختص ایالت شمال‌غربی کداح است. |
| فرهنگ صبحانه در مالزی: تجربه‌های غذایی در یک جامعه چندملیتی                                           |       | ۲۰۲۴ | 02113 | صبحانه نقش مهمی در مالزی دارد. این وعده غذایی بر روی غذاهای سنتی مانند ناسی لمک و روتی چانای، نوشیدنی‌هایی همچون Teh Tarik و وقت‌گذرانی مشترک تمرکز دارد.                       |
| کبایا: دانش، مهارت‌ها، سنت‌ها و شیوه‌ها +                                                               |       | ۲۰۲۴ | 02090 | کبایا یک لباس بالاتنه است که در قسمت جلو باز است و از پارچه‌های سبک ساخته می‌شود و به‌طور سنتی توسط زنان در جنوب شرق آسیا پوشیده می‌شود.                                          |

## یادداشت
1. ↑  اشتراک با اندونزی.
2. ↑  اشتراک با چین.
3. ↑  اشتراک با برونئی، اندونزی، تایلند و سنگاپور.